# Вострецово (Башкортостан)
Вострецо́во (баш. Вострецов) — село в Бураевском районе Башкортостана. Административный центр Вострецовского сельсовета.

## География
Село находится на правом берегу реки Белая (приток реки Кама), на расстоянии 30 км (по автодорогам) к юго-западу от села Бураево, административного центра района.

## История
В 1966 году Указом Президиума Верховного Совета РСФСР село Казанцево переименовано в Вострецово, в память о герое Гражданской воины Степане Сергеевиче Вострецове.

## Население
| 2002 | 2009 | 2010 |
| ---- | ---- | ---- |
| 440  | ↘378 | ↘330 |

## Достопримечательности
В селе находится филиал Национального музея Республики Башкортостан «Мемориальный дом-музей С. С. Вострецова».

## Религия
В селе есть православная церковь Казанской иконы Божией Матери.

## Известные уроженцы
- Вострецов, Степан Сергеевич (1883—1932) — советский военачальник, комкор.